# Iglesia de Santa Catalina (Ródenas)
La iglesia de Santa Catalina de Ródenas (provincia de Teruel, España) es un edificio de la segunda mitad del siglo XVI sin apenas añadidos posteriores, que presenta un volumen potente y unitario. Consta de una nave única de cuatro tramos con capillas laterales entre los contrafuertes y cabecera poligonal con dos estancias flanqueándola. La nave se cubre con grandes bóvedas de crucería estrellada, mientras que las capillas presentan interesantes cubiertas variadas. 
La fábrica es de mampostería con sillares de refuerzo en los ángulos y los marcos de los vanos, tallados en piedra de rodeno de un color rojizo, que le confiere una cierta riqueza cromática y compensa la austeridad del tratamiento de los paramentos exteriores. 
La fachada principal también sigue esquemas clasicistas. Se abre en arco carpanel, cobijando una portada abierta en arco de medio punto flanqueado por dos pilastras que sostienen un entablamento que, a su vez, sostiene un segundo cuerpo rematado por un frontón triangular. 
En el ángulo noroccidental se alza la maciza torre de cuatro cuerpos, de planta cuadrada en los tres primeros y octogonal en el último.